# Capito maculicoronatus
Capito maculicoronatus е вид птица от семейство Capitonidae.

## Разпространение
Видът е разпространен в Колумбия и Панама.